# Contribuables associés
Contribuables associés est une association française et un lobby, inspirée du modèle américain des « taxpayer associations », créée le 7 mars 1990, avec comme but affiché la défense des contribuables français. L'association dénonce ce qu'elle présente comme un excès de dépenses publiques en France et combat ce qu'elle perçoit comme un « matraquage fiscal ».
L'association est notamment à l'origine de l'argus des communes et des députés, du concours des pires ronds-points, ainsi que de nombreux rapports, livres, pétitions et documentaires.
L'association fait partie d'un réseau d'associations conservatrices et néo-libérales dont l'essentiel du financement est assuré par la famille Laarman. Elle défend une politique « à la fois conservatrice et économiquement libérale », une position décrite par Le Monde comme minarchiste.

## Structure juridique et financement
Contribuables associés est une association loi de 1901, qui se présente comme indépendante et apolitique, ayant pour objet social de défendre les contribuables auprès des pouvoirs publics et notamment des parlementaires.
L'association revendique 135 000 adhérents en 2002, 146 000 en 2011, et plus de 350 000 en 2019.
Ses présidents sont successifs sont Alain Dumait de 1991 à 1996, Benoîte Taffin de 1996 à 2002, Gabriel Onesto de 2003 à 2004, Alain Mathieu de 2005 à 2013, Claude Garrec de 2013 à 2021, puis Benoît Perrin depuis décembre 2022,.
Selon une enquête réalisée par Le Monde en 2019, l'association fait partie d'un ensemble d'associations conservatrices, à orientation néo-libérales et dont l'essentiel du financement est assuré par la famille Laarman. En 2024, relate La Lettre, elle bénéficie du soutien en nature, sous la forme de conseils en communication, du projet Périclès du milliardaire Pierre-Édouard Stérin.

## Positionnement politique
Les prises de position de l'association comprennent le « non » à l'occasion du référendum sur le quinquennat présidentiel, la dénonciation du nombre de fonctionnaires en France, la suppression de la réserve parlementaire, l'opposition au prélèvement à la source, à la bureaucratie qui, selon elle, dégrade les conditions de l'hôpital public.
En 2002, l'association présidée par l'élu parisienne divers-droite Benoîte Taffin interroge les seize candidats présents au premier tour des présidentielles sur base de critères afférent à la gestion des finances publiques. Le Monde y voit  un classement et une préférence pour le Front national. L'association répond au journal qu'elle n'a « jamais indiqué une préférence politique ou appelé à voter pour l'un ou l'autre des candidats »,.
Le 18 novembre 2007, Contribuables associés appelle à manifester en soutien au gouvernement Fillon, avec des militants de l'UMP ainsi que d'autres associations (Liberté Chérie, Sauvegarde des retraites, Stop la grève et Alternative libérale), contre les grèves et les blocages dans les transports et les universités. Le mouvement réunit entre 8 000 et 10 000 personnes.
En 2009, le magazine Bakchich reproche au magazine Le Cri Du Contribuable de donner principalement la parole à des personnalités de droite. Contribuables associés répond que les personnalités de tout bord sont invitées, pour peu qu'elles aient pour but de diminuer les gaspillages d'argent public. Contribuable associés rappelle également que l'association n'a jamais hésité à critiquer des mesures qu'elle juge fiscalement irresponsables de la part de personnalités politiques de droite, et notamment Nicolas Sarkozy.
En 2013, Contribuables associés se dit « indépendante de tout parti et politiquement neutre » en réaction à un article du Parisien qui la décrit comme étant « réputée proche de l'extrême droite ».
En 2013, Hervé Mariton se sépare d'une collaboratrice parlementaire issue de l'association et par ailleurs ancienne candidate du Rassemblement étudiant de droite, mouvement d'extrême droite. Hervé Mariton dit ne pas avoir imaginé cette sensibilité politique chez sa collaboratrice, car elle était membre de Contribuables associés, qu'il décrit comme « une association que l'on peut qualifier de libérale mais pas d'extrême droite ».
En 2015, d'après Le Monde, Contribuables associés est l'un des rares mouvements français tenants du minarchisme. La même année, pour le journal de gauche Libération, « bien que soi-disant « politiquement neutre », Contribuables Associés ne rechigne visiblement pas à chasser sur le terrain de la droite voire de l'extrême droite ».
En 2015, l'association est membre de l'Association des climato-réalistes, mouvement climatosceptique. Stéphane Foucart du Monde, a cité l'association dans un article critiquant l'argumentaire du collectif « en grand décalage avec l'état des connaissances » sur le réchauffement climatique,.
En 2019, l'association est organisatrice et partenaire de la convention de la droite qui invite notamment Marion Maréchal et Xavier Breton .
Dans le cadre de l'élection présidentielles de 2022, Contribuables Associés convie l'ensemble des candidats à s'exprimer devant les membres de l'association et a reçu notamment pour des entretiens-débats Marine Le Pen.
Selon un travail publié par Anne-Sophie Simpere dans le cadre de ses enquête pour l'Observatoire des multinationales, cette association qui est une version à la française des « taxpayer associations » américaines (« à ses débuts, Contribuables associés a recouru aux services de Kevin Avrams, fondateur de plusieurs « taxpayers associations » au Canada »), entretient des liens étroits avec le réseau Atlas et ses partenaires français (Ifrap ; Institut pour la Justice , SOS Éducation, notamment), des groupes qui utilisent des méthodes de publipostage agressives, notamment importées en France par François Laarman, visant à manipuler et émouvoir le public en suscitant d'abord de l'indignation et de la colère, via des messages sensationnalistes et clivants, pour ensuite récolter des dons et des soutiens. Anne-Sophie Simpere note aussi l'usage de techniques d'astroturfing, qui donnent une apparence de mouvement populaire à des campagnes qui semblent "citoyennes" mais qui sont en réalité orchestrées par des élites économiques et politiques conservatrice qui ne veulent pas ou moins contribuer au financement des Etats et du bien public, qui selon elles serait mieux gérés par le secteur privé.
Contribuable associé a été plusieurs fois co-organisateur (avec le JDD et Périclès) du Sommet des libertés,.

## Activités
Contribuables associés utilise de nombreux moyens de communication : manifestations, mailings, études, publications, Internet, réseaux sociaux. Elle se constitue également en lobby de contribuables auprès des politiques en envoyant des pétitions et des propositions de loi aux décideurs politiques pour les encourager à adopter certaines lois ou au contraire pour leur demander d'en abandonner d'autres.
De 2019 à 2021, des membres de Contribuables associés sont conviés par des journalistes tels que Jean-Pierre Pernaut et Pascal Perri sur LCI,, ou André Bercoff sur Sud Radio.

### Argus des communes et des députés
Contribuables associés publie annuellement un argus des communes et des députés, régulièrement repris par la presse,,,,,,,,,, et par certaines collectivités,, listant les communes dans lesquelles les finances sont le mieux gérées (sur la base de la dépense publique et de l'endettement par habitant), et les députés qui se sont le plus engagés en faveur de la dépense publique (la méthode de calcul comporte notamment la participation des élus ou de leurs attachés aux réunions parlementaires organisées par l'association). L'appellation d'« Argus » est une référence au géant de la mythologie grecque Argos, gardien aux 100 yeux.
L'argus des communes existe depuis 2013. Il est basé sur des données publiques et officielles et est publié sous la forme d'un comparateur en ligne des dépenses des municipalités.
En 2015, l'association se lance dans une campagne qu'elle présente comme un « Tour de France des contribuables ».

### Jour de libération fiscale
Depuis 1999, l'association fête le « Jour de libération fiscale » dans les colonnes de ses publications. Il s'agit d'un indicateur calculant le nombre de jours dans l'année au cours desquels le contribuable travaille non pas « pour lui », mais « pour l'Etat ». Le calcul est effectué en 2013 et 2014 par le cabinet de consulting Ernst & Young, associé à l'institut économique Molinari. Le quotidien Le Monde juge que le concept de jour de la libération fiscale n'est pas rigoureux tant dans sa méthodologie que dans son résultat final, car la pression fiscale n'est pas équivalente à la dépense publique,.

### Actions en justice
L'association mène également des actions en justice ou auprès d'autorités administratives indépendantes : après que le Crédit lyonnais est condamné en 2008 à verser environ 400 millions d'euros à Bernard Tapie, l'association assigne ce dernier et les liquidateurs de ses sociétés devant le tribunal de commerce de Paris.
En 2009, Contribuables associés porte plainte pour « prise illégale d'intérêt » contre François Pérol, contestant les conditions de sa nomination à la tête du groupe BPCE / Banque populaire / Caisses d'épargne). En 2012, l'association soutient moralement le mouvement dit des « Pigeons » qui rassemble des entrepreneurs opposés au projet de loi de finances et à l'intégration au barème de l'impôt sur le revenu des plus-values de cessions mobilières. La même année une délégation de représentants de l'association est reçue au palais de l'Élysée.

### Concours du pire rond-point
De décembre 2017 à janvier 2018, « la première association de contribuables de France » organise un jeu concours du pire rond-point de France, pour dénoncer ce qu'elle présente comme un gaspillage d'argent public,,,.

### Rapports et documentaires
En 2014, l'association de contribuables chiffre le coût du défilé militaire du 14 Juillet à 3,5 millions d'euros.
Le 2 décembre 2022, Le Figaro Magazine publie un dossier sur le gaspillage de l'argent public et cite le travail de Contribuables Associés.
Contribuables associés publie régulièrement des contributions de Jean-Paul Gourévitch, en particulier sur le coût de l'immigration,,.
En 2022, l'association publie un rapport intitulé « Écologie, le nouvel eldorado du fisc » isolant 50 taxes liés à l'environnement. D'après l'association, la fiscalité environnementale appauvrirait les ménages en réduisant la compétitivité des entreprises et en détruisant l'emploi. Elle présente les écotaxes comme une vraie mauvaise idée
Fin 2023, l'association produit une vidéo présentée comme étant un documentaire intitulé « Trois mille milliards : les secrets d'un Etat en faillite », un outil de lobbying portant sur la situation des finances publiques françaises. Le documentaire connait un succès inattendu et dépasse le million de vue sur Youtube en moins d'un mois. Il fait intervenir notamment l'ancien Premier ministre Edouard Balladur, l'ex-rapporteur de la Cour des Comptes François Ecalle et l'économiste Jean-Marc Daniel,.
En avril 2024, l'association publie un rapport sur l'excès de normes en France avec l'économiste Sébastien Laye. Il dénonce notamment « l'inflation normative » qu'il estime à + 65 % de textes législatifs en vingt ans et qui pourrait « asphyxier l'économie française ».

### Actions de lobbying et pétitions
L'association mène un lobbying auprès des parlementaires, notamment depuis 2002 avec les « Rendez-Vous Parlementaires du Contribuable ». Ces rendez-vous sont organisés trois à quatre fois par an à l'Assemblée nationale ou au Sénat. Une centaine de députés et sénateurs y participent de 2002  à 2008,.
En 2011, l'association présente une pétition signée par 96 000 personnes, à la suite de laquelle, le gouvernement présente à l'Assemblée nationale un amendement à la loi de finances 2012 sur la Sécurité sociale.
En 2015, l'association émet une pétition dénonçant le vote d'un « parachute doré » pour les élus battus lors des élections. Le quotidien Le Monde juge les calculs sur lesquels reposent la pétition faits d'« énormes approximations ». La pétition recueille 11 000 signatures.

## Publications

### Activités éditoriales
En mars 1991, l'association publie en interne le trimestriel Contribuables associés : Bulletin de liaison. En septembre 1994 il devient Le Contribuable et en juin 1999 Tous contribuables. En décembre 2002, le journal devient bimestriel. En août 2004, le bulletin interne s'ouvre au public et est publié de façon trimestrielle puis d'un bimensuelle vendu en kiosque sous le nom Le Cri du contribuable. En octobre 2013, la revue devient Les Enquêtes du contribuable. Cette revue s'arrête en janvier 2016, pour laisser place à un nouveau trimestriel diffusé par abonnement, Tous contribuables.

### Livres publiés
- Jacques Bourdu, Une vraie réforme fiscale. Moins de dépenses publiques pour moins d'impôts, Paris, Contribuables associés / François-Xavier de Guibert, 2004, 164 p.  (ISBN 286839-988-6).
- Gérard Bramoullé, Finances et libertés locales. Pourquoi l'explosion des impôts locaux ?, Paris, Contribuables associés / IREF, 2006, 194 p.  (ISBN 2-903449-90-2).
- Jacques Garello, Georges Lane, Futur des retraites & retraites du futur, vol. II : Les retraites du futur : la capitalisation, Aix-en-Provence, Librairie de l'Université d'Aix-en-Provence /IREF /Contribuables associés, 2008, 230 p.  (ISBN 978-2-903449-99-5).
- Jacques Garello, Georges Lane, Futur des retraites & retraites du futur, vol. I : Le futur de la répartition, Aix-en-Provence, Librairie de l'Université d'Aix-en-Provence /IREF /Contribuables associés, 2008, 208 p.  (ISBN 978-2-903449-97-1).
- Alain Mathieu, Le modèle anti-social français. Ceux qui paient, ceux qui touchent, Paris, Les Éditions du Cri, 2008, 178 p.  (ISBN 978-2-9532205-0-6).
- Innocent, Miège, Trez, Impôt-Pourri. 96 dessins pour se remonter le moral, Paris, Picollec, 2008, 98 p.  (ISBN 978-2-86477-236-1) (Livre de dessins extraits du Cri du Contribuable).
- Jacques Garello, Georges Lane, Futur des retraites & retraites du futur, vol. III : La transition, Librairie de l'Université d'Aix-en-Provence /IREF /Contribuables associés, 2009, 150 p.  (ISBN 978-2-35797-002-1).
- Robert E. Hall, Alvin Rabushka (trad. Jan Krepelka), La Flat tax. La revolution fiscal, Paris, Les Éditions du Cri / European Center of Austrian Economics Foundation, 2009, 194 p.  (ISBN 978-2-9532205-2-0).
- Olivier Bertaux, Au nom du Fisc. Enquête au pays de l'impôt, Paris, Les Éditions du Cri, 2009, 242 p.  (ISBN 978-2-9532205-1-3).
- Alain Mathieu, Ces mythes qui ruinent la France, Paris, Les Éditions du Cri, 2011, 196 p.  (ISBN 978-2-9532205-4-4).
- Olivier Bertaux, Au nom du Fisc. Enquête au pays de l'impôt (Mise à jour 2012), Paris, Les Éditions du Cri, 2012, 250 p.  (ISBN 978-2-9532205-6-8).
- Jean-Baptiste Leon, Le Livre noir des gaspillages 2019, Paris, Contribuables associés, 2019, 100 p.  (ISBN 978-2-9568294-0-9)[79].
- Contribuables associés, sous la direction de Jean-Baptiste Leon, Le Livre noir des gaspillages 2022, Paris, Contribuables associés, 2022, 100 p.  (ISBN 978-2-9568294-1-6)[79].